# Ricciardo e Zoraide
Ricciardo e Zoraide è un'opera lirica di Gioachino Rossini.
Il libretto, denominato "Dramma in due atti", è di Francesco Berio di Salsa, che aveva già scritto per Rossini il libretto del suo Otello ed è in parte tratto dal poema Ricciardetto (1783) di Niccolò Forteguerri.

## Diffusione dell'opera
L'opera, che un tempo ha goduto di buona fama, soprattutto grazie a Giovanni David, creatore del ruolo di Ricciardo che ha ripreso in più edizioni durante la sua carriera, oggi è totalmente scomparsa dal repertorio, a causa sia della trama piuttosto complicata sia delle difficoltà vocali della partitura.
Fu rappresentata per la prima volta in tempi moderni nel 1990 al Rossini Opera Festival con June Anderson e William Matteuzzi nel ruolo dei due protagonisti, con accanto Bruce Ford come Agorante, diretti da Riccardo Chailly: i due tenori sono autori anche della prima registrazione in studio dell'opera, realizzata nel 1995 dall'etichetta "Opera Rara", diretta da David Parry con Nelly Miricioiu nei panni della protagonista.
 Torna a Pesaro nel 1996 con Gregory Kunde nel ruolo maschile del titolo, e nel 2018, con Juan Diego Flórez (Ricciardo) e Nicola Ulivieri (Ircano).
 Le uniche rappresentazioni fuori dal circuito pesarese avvengono nel 2013 al Festival Rossini in Wildbad (documentate in CD).

## Cast della prima assoluta
| Ruolo     | Registro vocale | Interprete                  |
| --------- | --------------- | --------------------------- |
| Agorante  | tenore          | Andrea Nozzari              |
| Zomira    | contralto       | Benedetta Rosmunda Pisaroni |
| Zamorre   | tenore          | Gaetano Chizzola            |
| Elmira    | mezzosoprano    | Raffaella de Bernardis      |
| Ircano    | basso           | Michele Benedetti           |
| Zoraide   | soprano         | Isabella Colbran            |
| Fatima    | mezzosoprano    | Maria Manzi                 |
| Ricciardo | tenore          | Giovanni David              |
| Ernesto   | tenore          | Giuseppe Ciccimarra         |

## Organico orchestrale
La partitura di Rossini prevede l'utilizzo di
- 2 flauti (anche ottavini), 2 oboi, 2 clarinetti, 2 fagotti
- 4 corni, 2 trombe, 3 tromboni, serpentone
- timpani, grancassa, piatti
- banda
- archi

## Trama

### Antefatto
Agorante, Re della Nubia, ha spodestato il vicino regnante Ircano, furibondo perché questi ha osato negargli la mano della figlia Zoraide. Nella fuga, Zoraide ha conosciuto il paladino Ricciardo: scoppiato l'amore tra i due, la fanciulla non ha esitato a seguire l'amato abbandonando il padre, il quale, disperato, vaga in continua ricerca della figlia. Agorante, frattanto, scoperto che Zoraide si nasconde nel campo crociato, lo ha attaccato facendo numerosi prigionieri, tra cui la fanciulla amata, e la porta a Duncala, capitale del regno di Nubia.

### Atto 1
Agorante è deciso a ripudiare la moglie Zomira pur di sposare Zoraide, la quale è lacerata tra l'amore per Ricciardo e il timore della collera del padre, di cui non ha più notizie.
Ricciardo, nel frattempo, accompagnando Ernesto, suo commilitone e ambasciatore del campo cristiano, ha raggiunto Duncala per pretendere la restituzione dei prigionieri crociati. Agorante acconsente a liberare i soldati, ma decide di trattenere come prigioniera Zoraide: Ernesto, per frenare la rabbia di Ricciardo, avverte Agorante di una possibile ripresa delle ostilità tra crociati e nubiani. Agorante, non curando le minacce della guerra e la gelosia della moglie, in un parossismo di tracotanza fa schierare le truppe.

### Atto 2
Ricciardo, per avvicinarsi a Zoraide, ottiene un colloquio con Agorante: fingendosi un soldato a cui Ricciardo ha rubato la moglie, riesce ad ottenere da Agorante un colloquio con Zoraide per poterla informare dell'infedeltà dell'amato. Ricciardo allora svela la sua identità all'amata, promettendole che verrà liberata presto, ma il colloquio tra i due viene spiato da Elmira, confidente di Zomira, che va a riferire tutto quanto alla padrona.

Agorante, fidandosi del "soldato" che lo ha aiutato, decide di liberare la ragazza, a patto che un campione lotti per la sua libertà: proprio in quel momento entra Ircano, che non viene riconosciuto da nessuno, che si proclama difensore di Zoraide. Agorante decide di far combattere Ricciardo come suo guerriero.

Zomira, nel frattempo, decide di vendicarsi della donna che ha rubato l'amore di suo marito: la informa che Ricciardo ha vinto il duello, e ha predisposto tutto quanto per farli fuggire. La fuga è però un tranello architettato dalla gelosa regina: i due amanti vengono catturati, e Zomira informa Agorante dell'accaduto, il quale ha scoperto che il cavaliere misterioso altri non è che Ircano stesso.

I due amanti e Ircano vengono condannati a morte: quest'ultimo maledice la figlia per averlo abbandonato e aver seguito l'amante che ha causato tanti guai. La ragazza allora chiede ad Agorante di risparmiarle almeno il padre, e acconsente alle nozze con il re. Ma fortunatamente in quel momento irrompono Ernesto e i crociati, che liberano i prigionieri e sconfiggono Agorante. Ricciardo perdona Agorante e Zomira, e così fa Ircano con Zoraide, benedicendo l'unione tra i due.

## Numeri musicali

### Atto 1
- 1 Sinfonia e Introduzione Cinto di nuovi allori (Coro)
- 2 Recitativo e Cavatina Popoli della Nubia - Minacci pur, disprezzo (Agorante)
- 3 Coro Quai grida! (Zoraide, Fatima)
- 4 Duetto Invan tu fingi, ingrata (Zomira, Zoraide)
- 5 Terzetto Cruda sorte! (Zoraide, Agorante, Zomira, Coro)
- 6 Coro Che recate?
- 7 Cavatina con pertichini S'ella m'è ognor fedele (Ricciardo, Ernesto)
- 8 Coro Se al valor compenso promesso
- 9 Finale Primo Cessi omai quel tuo rigore (Agorante, Ricciardo, Ernesto, Zoraide, Coro, Zomira)

### Atto 2
- 10 Duetto Donala a questo core (Agorante, Ricciardo)
- 11 Duetto Ricciardo! Che veggo? (Zoraide, Ricciardo)
- 12 Quartetto Contro cento e cento prodi (Ircano, Agorante, Ricciardo, Zoraide, Coro)
- 13 Scena ed Aria Più non sente quest'alma dolente (Coro, Zomira)
- 14 Coro e Strofette Il tuo pianto, i tuoi sospiri (Zoraide)
- 15 Coro, Gran Scena e Finale Secondo Qual giorno, ahimè, d'orror - Salvami il padre almeno - Sorpresi, traditi - Or più dolci intorno al core[1] (Coro, Zoraide, Ricciardo, Ircano, Agorante, Zomira, Ernesto)

## Incisioni discografiche
| Anno | Cast (Ricciardo, Zoraide, Agorante, Zomira, Ircano)                                    | Direttore                | Etichetta     |
| ---- | -------------------------------------------------------------------------------------- | ------------------------ | ------------- |
| 1995 | William Matteuzzi, Nelly Miricioiu, Bruce Ford, Della Jones, Alastair Miles            | David Parry              | Opera Rara    |
| 2013 | Maxim Mironov, Alessandra Marianelli, Randall Bills, Silvia Beltrami, Nahuel Di Pierro | José Miguel Pérez-Sierra | Naxos Records |

## Registrazioni video
| Anno | Cast (Ricciardo, Zoraide, Agorante, Zomira, Ircano)                                    | Direttore          | Etichetta |
| ---- | -------------------------------------------------------------------------------------- | ------------------ | --------- |
| 2018 | Juan Diego Flórez, Pretty Yende, Sergey Romanovsky, Victoria Yarovaya, Nicola Ulivieri | Giacomo Sagripanti | Decca     |